# Badaling
 Bādálǐng  八达岭 er stedet for den strækning af Den kinesiske mur som er den mest besøgte af turister. Den ligger ca. 70 km nordvest for Beijings centrum, men inden for grænserne af byprovinsen. Den del som ligger ved Badaling blev først bygget under Ming-dynastiet, og er blevet omfattende restaureret og stedvis næsten fuldstændig genopbygget efter 1957. 
Dette var den første del af muren som blev tilgængelig for turister efter at Folkerepublikken Kina blev proklameret.
Det var her den amerikanske præsident Richard Nixon med kone blev bragt af vicestatsminister Lǐ Xiānniàn den 24. februar 1972 , under Nixons besøg i Kina i 1972 – det besøg lagde grunden til normaliseringen af forholdet mellem de to lande. 